# Добро нам дошли
Добро нам дошли је југословенски филм из 1969. године. Режисер и сценариста филма је Стјепан Заниновић.

## Улоге
| Глумац            | Улога |
| ----------------- | ----- |
| Столе Аранђеловић |       |
| Душан Ђурић       |       |
| Дејан Ђуровић     |       |
| Ранко Мијук       |       |
| Петар Словенски   |       |
| Растко Тадић      |       |
| Душан Вујисић     |       |